# Treći punski rat
Treći punski rat je počeo 149. pr. Kr., a završio 146. pr. Kr. Unatoč porazu i teškim uvjetima mira, Kartaga je obnovila trgovinu i konkurirala Rimljanima.
Stoga su se Rimljani htjeli riješiti protivnika. Povod ratu se lako našao. Numiđani, koji su živjeli južno od Kartage, su je pod vodstvom kralja Masinisa stalno napadali. Kartažani su se požalili Rimljanima, ali nisu ništa postigli, pa su se počeli sami braniti. Tada su ih Rimljani optužili da su prekršili mirovni ugovor i to je bio razlog za rat. Kartažani su se pokušali nagoditi s Rimljanima, što su Rimljani odbili rekavši im da se odsele daleko od grada. Tako su Kartažani odlučili braniti grad do kraja. Rimska vojska se 149. g. pr. Kr. iskrcala u Africi i opsjedala Kartagu. Kartažani su složno i hrabro branili grad dvije godine. Onda je rimski vojskovođa Scipion Mlađi (unuk Scipiona Starijeg) sprječio opskrbu grada hranom. Počeli su harati glad i bolesti. Na iscrpljeni narod u gradu počeo je opći juriš u proljeće 146. g. pr. Kr. Rimljani su provalili u grad preko zidina. Šest dana Kartažani su se borili za svaku ulicu, za svaku kuću. Unatoč tome, Rimljani su zauzeli grad.
Pobjednici Rimljani opljačkali su Kartagu, a zarobljeno stanovništvo prodali u ropstvo. S Kartagom je učinjeno ono što je tražio Katon u senatu - razorena je.
Punski ratovi su proširili granice Rima izvan Italije, učinili Rim gospodarom trgovine na Sredozemnome moru i donijeli mu silnu robovsku radnu snagu.